# Järnpojke
Järnpojke o el Niño de Hierro, en inglés conocido como "el niño que mira a la luna", es una escultura ubicada en el Gamla stan (casco antiguo) de Estocolmo, Suecia, y realizada por Liss Eriksson. Mide 15 centímetros de alto, por lo que es el monumento público más pequeño de Estocolmo.
La escultura fue creada en 1954 por el artista sueco Liss Eriksson, aunque no fue inaugurada hasta 1967. La estatua está ubicada detrás de la Iglesia Finesa, a unos pocos metros del Palacio Real de Estocolmo, aunque pueda parecer difícil de encontrar ya que está algo escondida.
En invierno se le coloca al niño un gorro y una bufanda. La estatua apenas se muestra en las guías de viaje, por lo que se considera una atracción turística "secreta".